# Schahritus

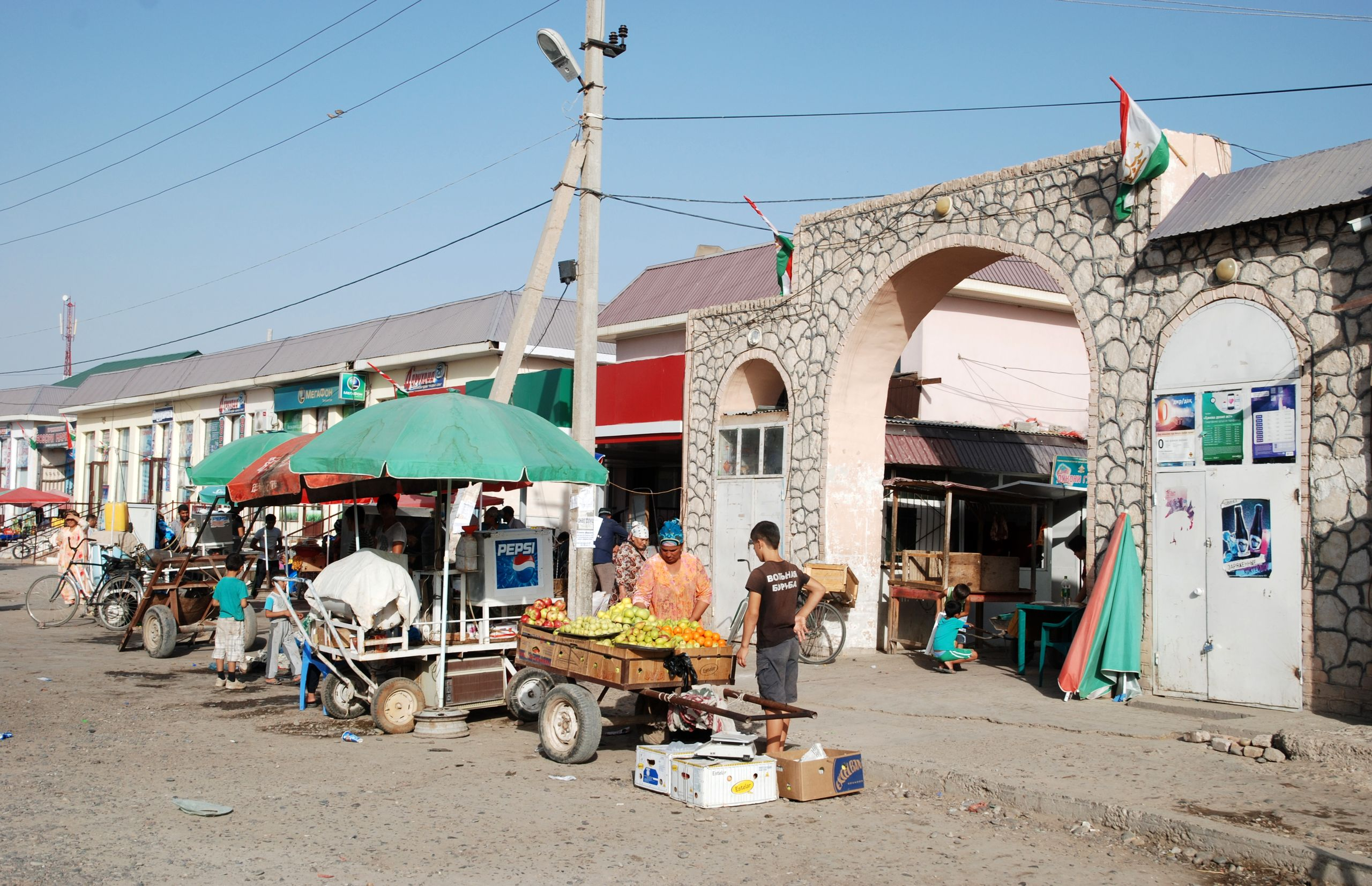
Eingang zum Markt

Schahritus, tadschikisch Шаҳритус, russisch Шаартуз, Schaartus, andere Umschriften Shaartuz, Schahr-i Tuz, ist eine Stadt und der Hauptort des gleichnamigen Distrikts (nohija) in der Provinz Chatlon im äußersten Südwesten Tadschikistans. Die für den Anbau von Baumwolle bekannte Stadt liegt im Dreiländereck nahe der Grenze zu Usbekistan und Afghanistan.

## Lage

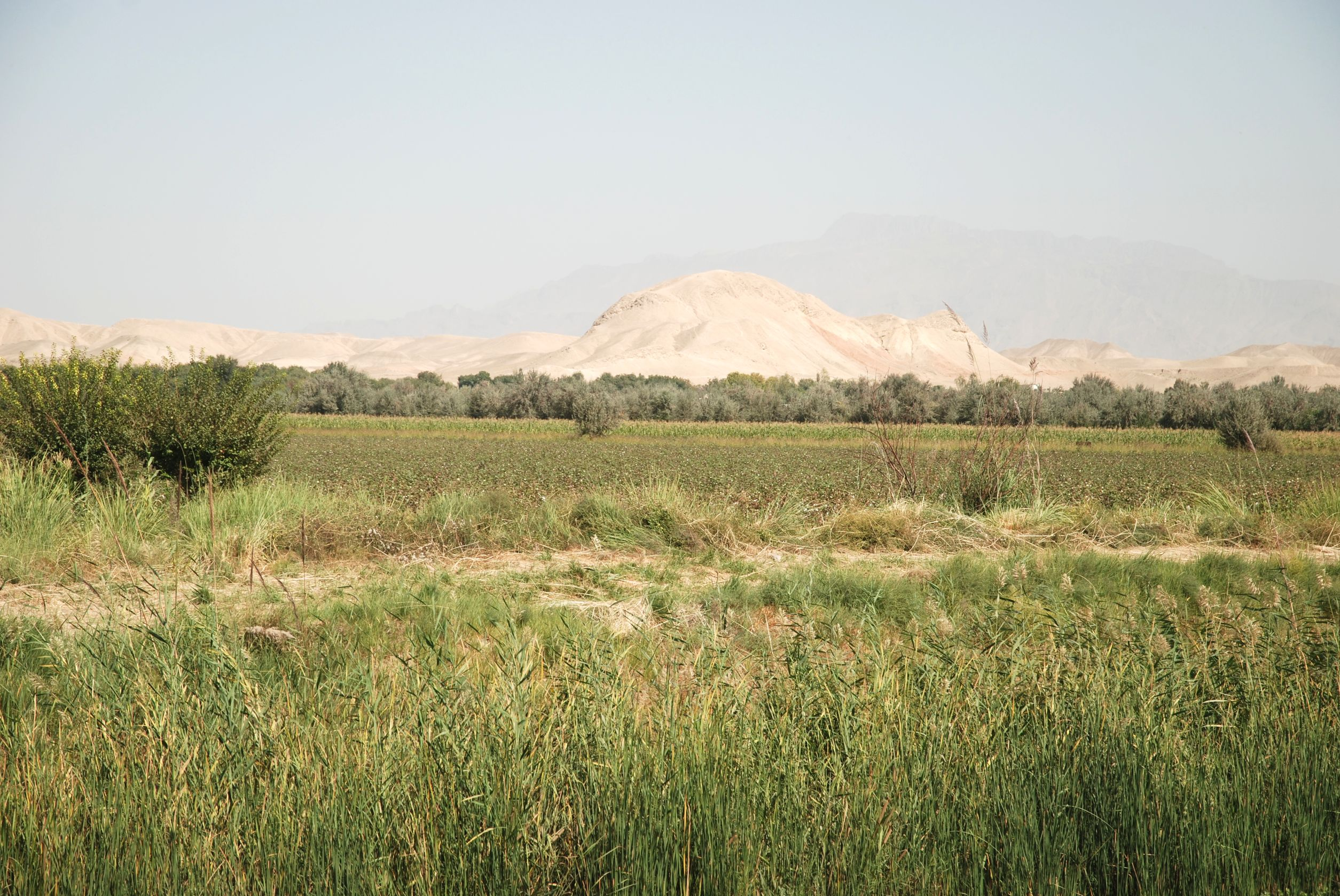
Im Vordergrund verschilfter Bewässerungskanal in der Talebene, dahinter Baumwolle, dahinter Maisfeld. Vier Kilometer westlich Schahritus.

Schahritus liegt auf einer mittleren Höhe von 367 Metern in der breiten Flussebene des Kofarnihon an dessen rechtem (westlichem) Ufer. Der Kofarnihon entspringt im Hisorgebirge, fließt entlang oder nahe der usbekischen Grenze nach Süden und mündet knapp 40 Kilometer südlich der Stadt in den Amudarja, der flussaufwärts der Einmündung unter dem Namen Pandsch über weite Strecken die Grenze  zu Afghanistan bildet. Östlich der Stadt wird die Ebene von einer nord-südlich verlaufenden, vegetationslosen oder spärlich mit Gras bewachsenen Hügelkette begrenzt, deren höchste Erhebung 1636 Meter erreicht. Richtung Westen trennt ein rund zwei Kilometer breiter südlicher Ausläufer einer niedrigeren Hügelkette das Tal des Kofarnihon von einem Paralleltal mit dem Dorf Beschkent, das wiederum von der 1319 Meter hoher Tujuntoj-Kette entlang der usbekischen Grenze abgeschlossen wird. Das in Nord-Süd-Ausdehnung 70 Kilometer lange und 5 Kilometer breite Tal von Beschkent ist weitgehend trocken und hat nur wenig Wasserläufe.
Dieses Tal ist das heißeste Gebiet Tadschikistans mit Durchschnittstemperaturen im Januar von 3 Grad und im Juli von 31 Grad. Die Höchsttemperaturen können zwischen Juni und August 50 Grad erreichen. Jährlich fallen dort nur 140 Millimeter Niederschlag, in Schahritus sind es 235 Millimeter Jahresniederschlag. Es herrscht ein subtropisches Steppenklima. In den Sommermonaten kann es an manchen Tagen zu Staubdunst in der Luft kommen, hervorgerufen durch Winde, die den staubfeinen Wüstenboden mittragen. Die Temperatur kühlt sich dann merklich ab und die Mittagssonne ist kaum noch als helle Scheibe erkennbar. Der äußerste Südwesten Tadschikistans ist mit 500–600 Stunden Staubdunst pro Jahr am stärksten betroffen.
Die Talebene von Schahritus gehört zu den größeren Baumwollanbaugebieten Tadschikistans. In der Umgebung werden ferner Kürbisse, Melonen,  Getreide Gelbe Rüben, Zwiebeln und Kartoffeln angebaut. Baumwolle ist das landwirtschaftliche Hauptexportprodukt und macht 20 Prozent des landesweiten Exporterlöses aus, auch wenn die Produktion seit 2005 stark rückläufig ist, der Ertrag mit durchschnittlich 1,5 bis 1,8 Tonnen Baumwolle pro Hektar unter dem für Entwicklungsländer typischen Ertrag von 2 Tonnen liegt und der Anbau von Obst und Gemüse zunimmt. Baumwolle ist für 75 Prozent der ärmeren Bevölkerung des Distrikts die Haupteinnahmequelle. Die in der sozialistischen Zeit (bis zur Unabhängigkeit 1991) existierenden Staats- und Kollektivfarmen (Kolchosen) wurden aufgelöst und die Ländereien an die bisherigen Verwalter übergeben. Die während der Kolchosenwirtschaft als „Held der Arbeit“ ausgezeichneten Vorarbeiter treten heute als Führungskräfte und Vermittler zwischen den Eigentümern und den Landarbeitern auf. Sie sind in ein System der Patronage eingebunden, das auf Distriktebene von den Gouverneuren ausgeht und innerhalb dessen Steuerbefreiungen und Luxusgeschenke verteilt werden. Die Gouverneure selbst werden für eine bestimmte Zeit vom Präsidenten ernannt. In den Baumwollfeldern arbeiten ausschließlich Frauen bei minimalem Lohn. Die meisten jungen Männer von Schahritus sind auf der Suche nach Arbeit nach Russland ausgewandert und versorgen mit ihren Überweisungen die Eltern in der Heimat.
Schahritus liegt an der Schnellstraße A 384, die von der Landeshauptstadt Duschanbe über Obikiik und westlich an Qurghonteppa vorbei direkt nach Süden durch Kubodijon, 17 Kilometer nördlich von Schahritus, danach durch Schahritus und weiter nach Termiz in Usbekistan führt. Die etwas längere A385 macht einen Bogen nach Osten über Danghara, Qurghonteppa und Kolchosobod, das rund 75 Kilometer nordöstlich von Schahritus liegt. Die Einfuhr ägyptischer Baumwolle und deren großflächiger Anbau ab den 1930er Jahren im Wachsch-Tal machte den Bau von Straßen und Eisenbahnen erforderlich. Bis dahin war die Region ab Termiz mit Flussbooten auf dem Amudarja und weiter auf Erdwegen erreichbar. 1932 wurde eine Schmalspurbahnlinie von Verladeort Panzi Pojon am Amudarja über Schahritus bis Qurghonteppa in Betrieb genommen.
Der Distrikt (nohija) Schahritus ist in sechs Subdistrikte (dschamoat) unterteilt. Der Südwesten, zu dem der Distrikt Schahritus  gehört, ist einer der ärmsten Gegenden des Landes. Über 78 Prozent der Bewohner leben nach Einschätzung des Entwicklungsprogramms der Vereinten Nationen (UNDP) in extremer Armut. Die Mehrheitsbevölkerung sind Tadschiken. Eine kleine Minderheit im Distrikt sind Araber, die als Nachkommen arabischer Nomadenstämme gelten, die während der ersten muslimischen Eroberung im 7./8. Jahrhundert und in einer zweiten Einwanderungswelle ab dem 15. Jahrhundert in die Region kamen. Weitere Araber leben um das Dorf Aivaj an der afghanischen Grenze südlich von Schahritus, um Kubodijon sowie im Norden um Chudschand und Konibodom.
Von den landesweiten Erdöl- und Erdgasvorkommen – geschätzt werden 113 Millionen Tonnen Erdöl und 875 Milliarden Kubikmeter Erdgas – lagern 81 % in den südwestlichen Distrikten Hisor, Kulob, Wose (bei Kurbon Schahid), Schahritus und Kumsangir (südlich an Schahritus grenzend). Wegen fehlender Investoren wird davon im Distrikt nichts ausgebeutet.
Die beiden bekanntesten kunsthistorischen Sehenswürdigkeiten in der Umgebung von Schahritus sind 
- die ehemalige Medrese Chodscha Maschhad, ein restaurierter Ziegelbau aus dem 9. Jahrhundert, sechs Kilometer südlich nahe der Straße Richtung Termiz. Einen Kilometer vorher blieben in einem modernen Friedhof westlich der Straße die Reste des Mausoleums Chodscha Sarbos aus dem 10./11. Jahrhundert erhalten.
- die 37 Kilometer südlich am Ufer des Pandsch gelegene Ausgrabungsstätte der achämenidischen Stadt Tacht-i Sangin, in deren Nähe vermutlich der Oxus-Schatz gefunden wurde. Das letzte Drittel der Strecke ist eine nur mit Allradantrieb befahrbare Piste. Der Besuch ist von der Erlaubnis eines Militärpostens drei Kilometer vor der Stätte abhängig.

Ein besonders an Feiertagen beliebtes Ausflugsziel sind die „44 Quellen“ (Tschilu-tschor tschaschma) im Beschkent-Tal acht Kilometer westlich von Schahritus. Der malerische Teich in der ansonsten baumlosen Ebene ist von Schatten spendenden Maulbeerbäumen umgeben. Das Quellwasser gilt aufgrund einer islamischen Legende als wunderkräftig.

## Stadtbild

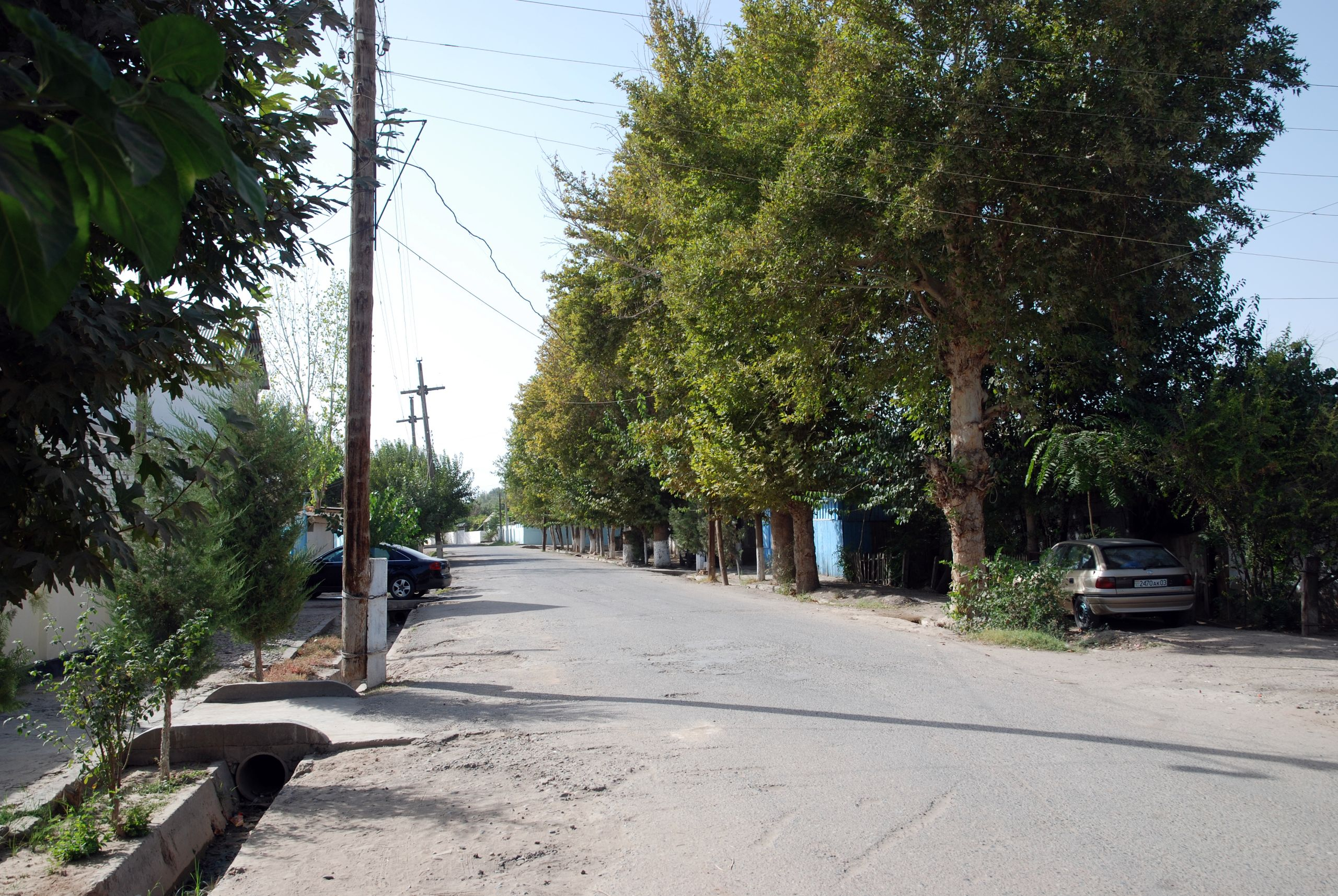
Wohnviertel südlich des Zentrums

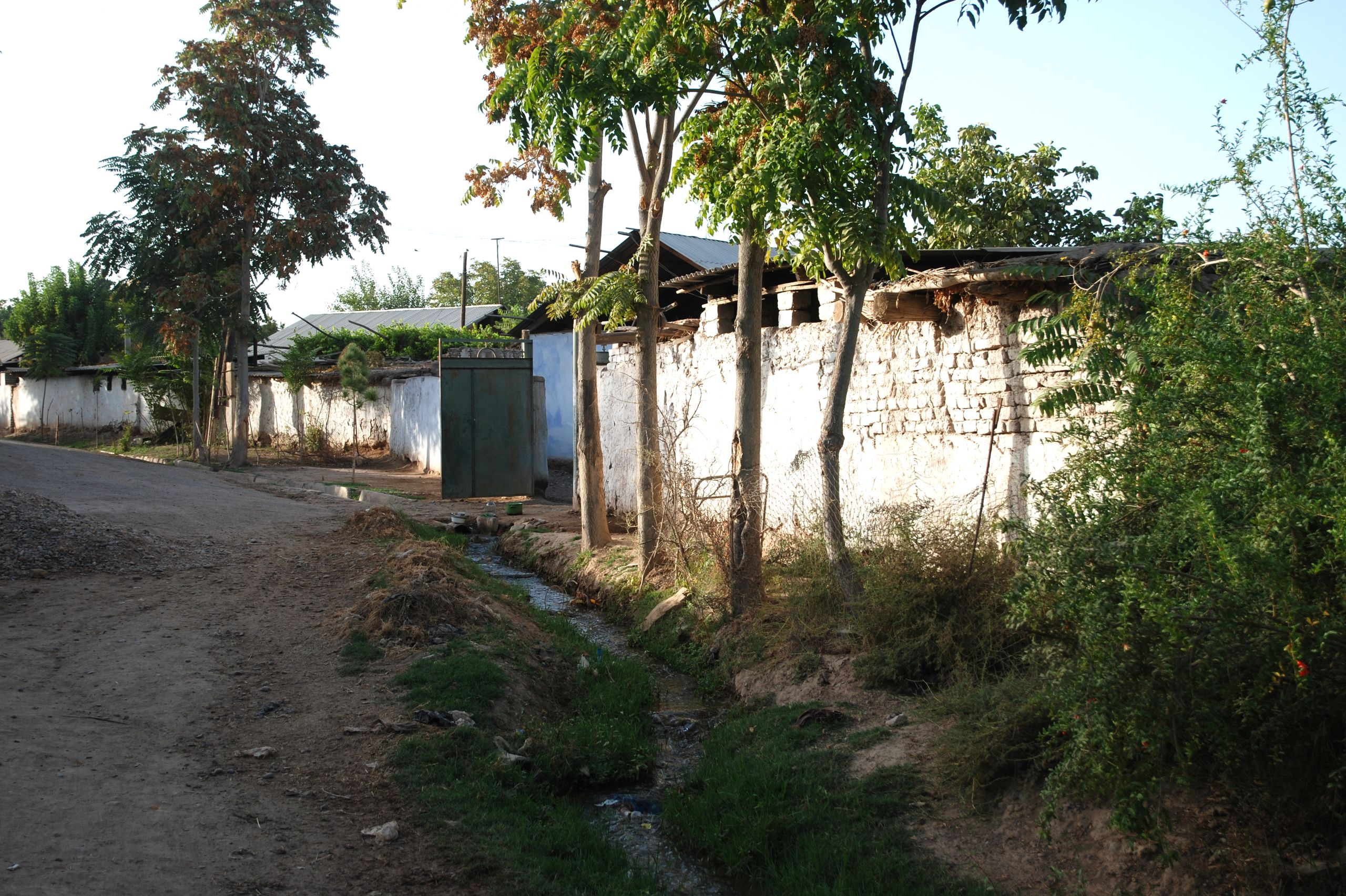
Ärmeres ländliches Viertel am südöstlichen Stadtrand

Die Stadt wurde 1938 gegründet. Nach amtlichen Zählungen betrug die Einwohnerzahl 5.691 im Jahr 1959, 9.000 im Jahr 1970 und 10.455 im Jahr 1979. Im Jahr 1989 war die Zahl auf 11.618 angestiegen, 2000 betrug sie 11.857 und 2010 waren es 14.660. Für 2020 werden 17.200 Einwohner geschätzt.
Die A384 überquert auf einer Brücke am nordöstlichen Stadtrand den Kofarnihon und führt längs durch die Stadtmitte nach Süden. Die Nebenstraßen in einem ungefähren rechteckigen Raster erschließen ländliche Wohnviertel mit meist eingeschossigen Häusern. Die landwirtschaftlichen Gehöfte und Wohnhäuser sind von Gärten mit Obstbäumen umgeben und durch hohe Mauern von der Straße abgetrennt. Das Geschäftszentrum mit einigen Läden und dem Marktviertel befindet sich im Nordosten der Stadt. Der Kofarnihon und vom Fluss abgeleitete Nebenarme fließen am Ostrand der Stadt vorbei. Die nicht mit Baumwolle bepflanzten Flächen der wenige Meter tiefer als das überbaute Stadtgebiet gelegenen Flussebene dienen als Weideland. Entlang der Straßen und zwischen den Baumwollfeldern, die intensiv bewässert werden müssen, wird das Wasser in kleinen Kanälen (arik) geleitet.
Die Straße nach Tacht-i Sangin führt über die Brücke im Norden und an der Ostseite des Flusses durch mehrere Dörfer zwischen Baumwoll- und Gemüsefeldern. Die Straße nach Beschkent verlässt Schahritus geradeaus Richtung Südwesten durch den weitläufigen Vorort Parischskaya Kommuna, bis nach drei Kilometern bei den letzten Häusern die trockene Steppe erreicht ist. In diesem Vorort zweigt die Straße zu den „44 Quellen“ rechtwinklig nach Nordwesten ab. Die Hauptstrecke nach Termiz biegt im Zentrum von Schahritus nach Süden ab und führt durch ein etwas wohlhabenderes Wohngebiet mit gemauerten und verputzten Ziegelhäusern. Einfachere Häuser weiter außerhalb bestehen aus Lehmziegeln. Im südlichen Wohnbezirk befindet sich die 1997 eingerichtete Verwaltung des UNDP für den Schahritus-Distrikt. Dessen Gästehaus bietet die einzige Übernachtungsmöglichkeit in der Stadt.